# Fritz Unkel
Fritz „Papa“ Unkel (* 28. August 1865 in Schalke; † 4. November 1944 ebenda) war ein deutscher Sportfunktionär und der 1. Vereinspräsident des FC Schalke 04.

## Leben
Fritz Unkel, ein Anhänger der Turnbewegung, war bereits vom 17. März 1912 bis 1915 beim Turnverein Schalke 1877 und vom 25. Juli 1919 bis zum 24. Januar 1924 Turn- und Sportverein Schalke 1877 Vorsitzender, bevor aus diesen Vereinen im Zuge einer „reinlichen Scheidung“ am 24. Januar 1924 der FC Schalke 04 hervorging. Unkel wurde dessen 1. Präsident. Am 24. Juli 1919 hatten sich auf Vorschlag Unkels der Turnvereins Schalke 1877 und der Fußballverein Westfalia Schalke zum Turn- und Sportverein Schalke 1877 vereinigt.
Unkels Vater Wilhelm war einer der ersten Betriebsführer der Zeche Consolidation gewesen; er starb 1870 beim Abteufen von Schacht 3. Fritz Unkel arbeitete zunächst als Kohlenhändler. Danach wurde er Materialverwalter auf der Zeche Consolidation. Diese Stellung galt als „Druckposten“, d. h. als einflussreiche Position, durch die man auch mit führenden Leuten eines Werkes in Berührung kam. Die Zeche stellte dem FC Schalke 04 zu günstigen Konditionen Material und auch Arbeitskräfte zur Verfügung. Nach 1924 war es Unkels Hauptanliegen, dem Fußballclub professionelle Strukturen zu geben. Er installierte eine Finanzkommission mit Willi Nier als Obmann und veranlasste, dass 1928 über der Vereinsgaststätte „Haus Thiemeyer“ am Schalker Markt eine Geschäftsstelle eingerichtet wurde. 1927 engagierte er sich maßgeblich für den Bau eines eigenen Stadions mit ca. 40.000 Zuschauern Fassungsvermögen. Unkel gilt als einer der Hauptinitiatoren der Abmachung, dass die Zeche Consolidation dem Verein das Gelände für das Stadion für eine geringe Pachtgebühr auf 99 Jahre überließ. Mitglieder des Vereins wollten das neue Stadion sodann nach ihm benennen („Fritz-Unkel-Kampfbahn“), doch Unkel lehnte ab und verwies auf die volksnahe Orientierung der Königsblauen, und so fiel die Entscheidung auf den Namen Kampfbahn Glückauf; später wurde sie in Glückauf-Kampfbahn umbenannt.
In seinem Verein galt „Papa Unkel“ als väterliche Integrationsfigur. Sein Motto „Elf Freunde müsst ihr sein, wenn ihr Siege wollt erringen!“, das er dem Fußballtrainer Richard Girulatis entlehnt hatte, prägte das Schalker Vereinsleben bis in die 1940er Jahre hinein. Im Skandal um den FC Schalke 04 wegen Verstoßes gegen das Amateurwesen wurde Unkel vom Westdeutschen Spiel-Verband (WSV) nicht angeklagt. Nachdem der WSV als Sanktion 1930 eine Spielersperre verhängt hatte, setzte sich Unkel dafür ein, dass sich die erste Mannschaft nicht dem Berufsspielerverband anschloss. Auf einer Generalversammlung überzeugte er die Mannen um Ernst Kuzorra mit den Worten: „Ihr gehört in den blau-weißen Dress auf den grünen Rasen der Kampfbahn Glückauf.“
Unkel legte sein Amt am 23. Juli 1932 aus Altersgründen nieder und wurde Ehrenvorsitzender des Vereins.
Nachdem am 13. Mai 1933 Nationalsozialisten die Führung des Westdeutschen Spiel-Verbandes (WSV) übernommen hatten, traten die Mitglieder der einzelnen Vereinsvorstände größtenteils der NSDAP bei, um vor dem Hintergrund der „Gleichschaltung“ und der Einführung von Gauligen ihre Positionen zu wahren. Der damalige Präsident, der parteilose Georg Stolze, wurde offenbar aus dem Amt gedrängt. Auf einer Generalversammlung am 24. Juni 1933 wurde Fritz Unkel sodann erneut zum Vorsitzenden gewählt. Bisher gibt es keinen Nachweis über eine NSDAP-Mitgliedschaft Unkels, obwohl dies im Zuge der „Gleichschaltung“ vorgesehen war. Stellvertreter wurde das NSDAP-Mitglied Heinrich Tschenscher; am 6. August 1939 wurde er Unkels Nachfolger. Unkel blieb Ehrenvorsitzender des Vereins.
Fritz Unkel verstarb am 4. November 1944.

## Gedenken
Ein Restaurant der Veltins-Arena trägt zur Erinnerung an den Vereinspräsidenten den Namen Unkel. 2017 wurde Unkel in die „Ehrenkabine“ des Vereins aufgenommen.